# Боднар Руслан Ярославович
Русла́н Яросла́вович Бо́днар (3 вересня 1982, с. Гуштин, Тернопільська область, Українська РСР, СРСР — 18 травня 2024, с. Руські Тишки, Харківська область, Україна) — старший сержант Збройних Сил України, учасник російсько-української війни, який загинув під час російського вторгнення в Україну.

## Життєпис
Руслан Боднар народився 3 вересня 1982 у с. Гуштин, Тернопільська область.
У сім'ї Руслан був наймолодшою дитиною і мав дві старші сестри.
Навчався в місцевій загальноосвітній школі № 1. Під час навчання в школі прислуговував старшим братом у місцевій церкві.
Захоплювався грою на трубі.
Після закінчення школи вступив до Борщівського агротехнологічного коледжу, де здобув професію механіка. У 2001 році одружився, того ж року народилась донька.
Молода родина переїхала до с. Скала-Подільська, де Руслан працював на місцевому підприємстві, утім, хвороба доньки змусила переїхати до м. Львів, оскільки там був потрібний для лікування Навчально-реабілітаційний центр «Джерело».
Для того, щоб продовжити лікування доньки, Руслан виїхав працювати водієм за кордон.
З початком російського вторгнення в Україну в лютому 2022 року добровольцем став на захист України, попри те, що мав підставі для відстрочки від мобілізації.
Боровся проти держави-терориста у складі 125-ї окремої бригади територіальної оборони ЗСУ на посаді водія стрілецького відділення.
З серпня 2022 року в складі підрозділу виконував бойові завдання в районах бойових дій на території Донецької області. Того ж місяця отримав відзнаку Президента України «За оборону України» наказом № 559/2022 від 5 серпня 2022 року.
Руслан проявив себе на службі, тож рішенням вищого командування був призначений на посаду техніка стрілецької роти з присвоєнням звання молодшого сержанта.
За час служби в районі с. Торське, Донецької області здійснив велику кількість евакуацій поранених побратимів і брав участь у відбитті наступу противника. За це був нагороджений відзнакою Головнокомандувача «Золотий хрест» наказ № 1086 від 19 травня 2023 року.
З липня 2023 року виконував бойові завдання на території Харківської області з захисту кордону України.
10 травня 2024 року ворог розпочав стрімкий наступ вздовж усього кордону України на території Харківської області з метою відсунення Збройних Сил України від займаних позицій.
18 травня 2024 року старший сержант Руслан Боднар чергував на точці евакуації, здійснюючи перевезення поранених військовослужбовців. Під час переміщення в районі с. Руські Тишки, Харківської області, військовослужбовця атакував ударний дрон, внаслідок чого воїн зазнав поранень, несумісних з життям.
У травні 2024 року Руслана поховали з усіма військовими почестями на цвинтарі в рідному селі.
У захисника залишилися дружина, донька і мати.

## Нагороди
Був відзначений відзнакою Президента України — «За оборону України» наказом № 559/2022 від 5 серпня 2022 року. (Серія ОУВ № 0017079)
За особистий внесок у відсіч збройної агресії Російської Федерації проти України, наказом № 1086 від 19 травня 2023 року отримав почесний нагрудний знак Головнокомандувача Збройних Сил України — «Золотий Хрест».